# 高丘河内
高丘 河内（たかおか の かわち/こうち）は、奈良時代の貴族・文人・歌人。氏姓は楽浪（無姓）のち高丘連。官位は正五位下・大学頭。

## 経歴
天智天皇2年（663年）に百済より帰化した沙門詠の子孫。秦の王族である参が高陵に封ぜられ高陵君となったことから子孫が高陵氏を称した。漢高祖の時、諫議大夫の高陵顕を輩出するが、後漢末期の高穆の時に戦乱を避けて朝鮮半島の楽浪郡に移住した。さらにその子孫の沙門詠が、百済から日本に帰化し、それが高丘河内の父にあたる。
和銅5年（712年）播磨大目を務めていた際、力を尽くして正倉を建てた功績により、従八位上から正八位下に昇叙されると共に、絁10疋と麻布30端を与えられた。養老5年（721年）橘佐為・山上憶良らと共に、教育係として退朝後に皇太子・首皇子（のちの聖武天皇）に侍すよう命じられ、また文章道に優れていることを賞され絁15疋・絹糸15絇・麻布30端・鍬20口を与えられている。神亀元年（724年）聖武天皇の即位後に、楽浪（さざなみ。無姓）から高丘連に改姓する。
天平3年（731年）外従五位下・右京亮に叙任される。天平13年（741年）遷都に伴って人民に宅地を分け与えるために、智努王・藤原仲麻呂らと共に恭仁京へ派遣され、のち恭仁京の造宮輔を務める。しかし、翌天平14年（742年）8月には聖武天皇の紫香楽村への行幸のために、智努王らと共に造離宮司に任ぜられ、結局天平15年12月（744年1月）には恭仁京の造営は中止された。
天平17年（745年）14年振りに昇叙されて外従五位上になると、翌天平18年（746年）には内位の従五位下に叙せられるなど、聖武朝末に続けて昇叙される。孝謙朝でも順調に昇進し、天平勝宝3年（751年）従五位上、天平勝宝6年（754年）正五位下に叙せられている。またこの間大学頭も務めた。

## 和歌作品
歌人として『万葉集』に和歌作品2首が採録されている。
- 故郷は 遠くもあらず 一重山 越ゆるがからに 思ひぞ我がせし （巻六 - 1038）
- 我が背子と 二人し居れば 山高み 里には月は 照らずともよし （巻六 - 1039）

巻六 - 1039の歌は、江戸時代に良寛によって派生歌が作られている。
- この里に 手まりつきつつ 子供らと 遊ぶ春日は 暮れずともよし[10]

## 官歴
『続日本紀』に基づく。
- 時期不詳：従八位上。播磨大目
- 和銅5年（712年） 7月17日：正八位下
- 養老5年（721年） 正月23日：見正六位下
- 神亀元年（724年） 5月13日：楽浪（無姓）から高丘連に改姓
- 時期不詳：正六位上
- 天平3年（731年） 正月27日：外従五位下。9月27日：右京亮
- 天平13年（741年） 日付不詳：造宮輔
- 天平14年（742年） 8月11日：造離宮司
- 天平17年（745年） 正月7日：外従五位上
- 天平18年（746年） 5月7日：従五位下（内位）。9月20日：伯耆守
- 天平勝宝3年（751年） 正月25日：従五位上
- 天平勝宝6年（754年） 正月16日：正五位下
- 時期不詳：大学頭